# Pompey (Francja)
Pompey – miejscowość i gmina we Francji, w regionie Grand Est, w departamencie Meurthe i Mozela.
Według danych na rok 1990 gminę zamieszkiwały 5144 osoby, a gęstość zaludnienia wynosiła 633 osób/km² (wśród 2335 gmin Lotaryngii Pompey plasuje się na 85. miejscu pod względem liczby ludności, natomiast pod względem powierzchni na miejscu 738.).